# Six Flags Astroworld
Six Flags Astroworld was een attractiepark in Houston in de Amerikaanse staat Texas. Het park begon met 27 hectare grond, en werd later tot 30 hectare uitgebreid. Het park werd geopend op 1 juni 1968 en sloot op 30 oktober 2005.

## Geschiedenis

### Opening
Het park werd geopend op 1 juni 1968, met in het eerste weekend ruim 50.000 bezoekers. Het park werd in de markt gezet als The Wonderful World of Fun en bezat in 1968 27 hectare grond, verdeeld in zeven gethematiseerde gebieden (het achtste was een ingang).
De themagebieden:
- Americana Square (ingang)
- Alpine Valley
- Children's World
- European Village
- Modville
- Plaza de Fiesta
- Oriental Corner
- Western Junction

### Jaren 70
Een achtste gethematiseerd gebied Fun Island werd toegevoegd aan het park in 1970. Het was een vrij klein gebied, vergeleken bij de andere gebieden. Dit gebied lag tussen Oriental Corner en European Village in. Het themagedeelte Modville kreeg twee nieuwe uitbreidingen; een souvenirwinkel en een attractie.

#### Overname Six Flags
In 1975 besloten Six Flags en Astroworld de handen ineen te slaan. Six Flags ging het park huren, met een mogelijke koop van Astroworld. Al voor het begin van seizoen 1976 had Six Flags het park overgekocht.

### Jaren 80
De jaren 80 begon met het plaatsen van enkele nieuwe grote attracties. Zo werd een 40.000 m2 groot waterpark toegevoegd. Ook werd datzelfde jaar de allereerste wildwaterbaan ter wereld geopend. De wildwaterbaan kreeg de naam Thunder River en is vergelijkbaar met El Rio Grande.

### Jaren 90
In de jaren 90 werden er diverse uitbreidingen aan het park aangebracht. Zo werd de achtbaan Batman The Escape overgenomen van Six Flags Great Adventure. Deze achtbaan was de enige staande achtbaan van Texas. Ook werd Ultra Twister verplaatst van Six Flags Great Adventure naar Six Flags Astroworld. Als laatste werd Mayan Mindbender aangekocht van Vekoma. Deze achtbaan was volledig binnen en Egyptisch gethematiseerd.

### Jaren 2000
De laatste vijf jaar van Six Flags Astroworld begonnen met de afbraak van AstroNeedle in 2000. De attractie werd in opslag geplaatst tot 2005.

#### Sluiting
Op 12 september 2005 maakte het park bekend dat het ging sluiten na de afsluiting van seizoen 2005. Het park had als redenen dat het park te weinig winst zou maken en dat er te weinig parkeerruimte zou zijn als gevolg van het grote stadion van de Houston Texans naast het park.

## Achtbanen

### Achtbanen bij de sluiting van het park
| Naam              | Jaar geopend | Type                | Bouwer                        |
| ----------------- | ------------ | ------------------- | ----------------------------- |
| Batman The Escape | 1993         | Staande achtbaan    | Intamin AG                    |
| Greezed Lightnin' | 1978         | Lanceerachtbaan     | Anton Schwarzkopf             |
| Mayan Mindbender  | 1995         | Stalen achtbaan     | Vekoma                        |
| Serial Thriller   | 1999         | Omgekeerde achtbaan | Vekoma                        |
| Serpent           | 1969         | Mijntreinachtbaan   | Arrow Dynamics                |
| Texas Cyclone     | 1976         | Houten achtbaan     | Frontier Construction Company |
| Ultra Twister     | 1990         | Pijplijnachtbaan    | TOGO                          |
| Viper             | 1989         | Stalen achtbaan     | Anton Schwarzkopf             |
| XLR-8             | 1984         | Hangende achtbaan   | Arrow Dynamics                |

### Eerder gesloten achtbanen
| Naam          | Jaar geopend | Type              | Bouwer            | Jaar gesloten  |
| ------------- | ------------ | ----------------- | ----------------- | -------------- |
| Excalibur     | 1972         | Mijntreinachtbaan | Arrow Dynamics    | 1998           |
| Swamp Buggy   | 1970         | Stalen achtbaan   | Chance Rides      | omstreeks 1972 |
| Texas Tornado | 1998         | Stalen achtbaan   | Anton Schwarzkopf | 2002           |